# Søhunden (1917)
Søhunden – duński torpedowiec z okresu międzywojennego i II wojny światowej, jedna z 10 zbudowanych jednostek typu Springeren. Okręt został zwodowany 6 stycznia 1917 roku w stoczni Orlogsværftet w Kopenhadze, a do służby w Kongelige Danske Marine wszedł w tym samym roku. W 1929 roku jednostkę przebudowano na trałowiec. Okręt został wycofany ze służby w czerwcu 1940 roku, po czym samozatopiony w sierpniu 1943 roku i złomowany po 1946 roku.

## Projekt i budowa
Okręt był jedną z 10 zbudowanych jednostek typu Springeren, których projekt bazował na zbudowanym na licencji Normanda w kopenhaskiej stoczni w 1907 roku torpedowcu „Ormen” . Okręty były od początku przestarzałe, jednak niski koszt budowy zaowocował zbudowaniem dużej serii jednostek .
„Søhunden” zbudowany został w stoczni Orlogsværftet w Kopenhadze . Stępkę okrętu położono w 1916 roku, a zwodowany został 6 stycznia 1917 roku .

## Dane taktyczno-techniczne
Okręt był niewielkim torpedowcem o długości całkowitej 38,5 metra, szerokości 4,25 metra i zanurzeniu 2,74 metra . Wyporność standardowa wynosiła 93 tony, a pełna 109 ton . Okręt napędzany był przez maszynę parową potrójnego rozprężania o mocy 2000 KM, do której parę dostarczały dwa kotły . Jednośrubowy układ napędowy pozwalał osiągnąć prędkość 24,6 węzła . Okręt zabierał zapas 15 ton węgla, co zapewniało zasięg wynoszący 425 Mm przy prędkości 14 węzłów .
Okręt wyposażony był w dwie wyrzutnie torped kalibru 450 mm: stałą na dziobie i obrotową na pokładzie . Uzbrojenie artyleryjskie stanowiły dwa pojedyncze 6-funtowe działa pokładowe kalibru 57 mm M1885 L/40 .
Załoga okrętu składała się z 24 oficerów, podoficerów i marynarzy .

## Służba

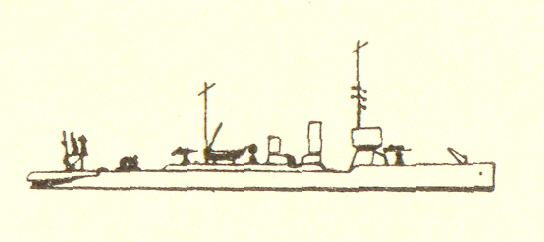
Bliźniaczy „Springeren” po przebudowie na trałowiec

„Søhunden” wszedł do służby w Kongelige Danske Marine w 1917 roku . W 1920 roku okręt otrzymał numer taktyczny 7, zmieniony trzy lata później na B5 . W 1929 roku jednostkę przebudowano na trałowiec, pozbawiając ją pokładowej wyrzutni torped i instalując wyposażenie trałowe (okręt otrzymał też nowy numer taktyczny – S4) . Jednostka została wycofana ze służby w czerwcu 1940 roku . Jego nazwę otrzymał następnie nowy trałowiec. Podczas niemieckiej próby zajęcia duńskich okrętów 29 sierpnia 1943 roku dawny „Søhunden” został samozatopiony w bazie Holmen w Kopenhadze. Następnie został złomowany po 1946 roku.